# Everyone Says I Love You
Everyone Says I Love You is een Amerikaanse muziekfilm uit 1996 van Woody Allen. In de film spelen onder andere Julia Roberts, Goldie Hawn, Alan Alda en Drew Barrymore.

## Verhaal
In deze musical krijgt een rijke familie een aantal problemen. Joe is net vrijgezel geworden en vlucht naar Venetië met zijn dochter, waar hij Von ontmoet. En Skylar gooit de hele familie overhoop wanneer ze aankondigt dat ze niet met Holden gaat trouwen, maar zich heeft verloofd met een crimineel.

## Rolverdeling
| Acteur          | Personage        |
| --------------- | ---------------- |
| Woody Allen     | Joe Berlin       |
| Goldie Hawn     | Steffi Dandridge |
| Alan Alda       | Bob Dandridge    |
| Julia Roberts   | Von Sidell       |
| Drew Barrymore  | Skylar Dandridge |
| Edward Norton   | Holden Spence    |
| Tim Roth        | Charles Ferry    |
| Natalie Portman | Laura Dandridge  |
| Natasha Lyonne  | D.J. Berlin      |
| Lukas Haas      | Scott Dandridge  |
| Billy Crudup    | Ken              |

## Prijzen en nominaties
De film won acht prijzen en werd negen keer genomineerd:

### Prijzen
- American Choreography Award (1997): Bijzondere prestatie in een speelfilm: Graciela Daniele
- BSFC Award (1996): Beste bijrol: Edward Norton
- Butaca (1997): Beste Art House film: Woody Allen
- CFCA Award (1997): Meest veelbeloofde acteur: Edward Norton
- FFCC Award (1997): Beste bijrol: Edward Norton
- LAFCA Award (1996): Beste bijrol: Edward Norton
- NBR Award (1996): Beste bijrol: Edward Norton
- SEFCA Award (1997): Beste bijrol: Edward Norton

### Nominaties
- Artios (1997): Beste casting voor een komische film: Juliet Taylor
- César (1998): Beste buitenlandse film (Frankrijk: Meilleur film étranger)
- Screen International Award (1997): Woody Allen
- Golden Globe (1997): Beste speelfilm Comedy/Musical
- Golden Satellite Award (1997): Beste speelfilm Comedy/Musical: Robert Greenhut
- Golden Satellite Award (1997): Beste performance van een acteur in een speelfilm Comedy/Musical: Woody Allen
- Golden Satellite Award (1997): Beste performance van een actrice in een speelfilm Comedy/Musical: Goldie Hawn
- YoungStar Award (1997): Beste performance van een jonge actrice in een komische film: Gaby Hoffman
- YoungStar Award (1997): Beste performance van een jonge actrice in een komische film: Natalie Portman